# Battle of Leningrad
Battle of Leningrad è il quarto album in studio del supergruppo musicale statunitense Ring of Fire, pubblicato nel 2014.

## Tracce
1. Mother Russia – 5:11
2. They Are Calling Your Name – 4:05
3. Empire – 5:42
4. Land of Frozen Tears – 4:21
5. Firewind – 7:52
6. Where Angels Play – 2:27
7. Battle Of Leningrad – 3:14
8. No Way Out – 4:21
9. Our World – 3:07
10. Rain